# Savia dictyocarpa
Savia dictyocarpa är en emblikaväxtart som beskrevs av Johannes Müller Argoviensis. Savia dictyocarpa ingår i släktet Savia och familjen emblikaväxter. Inga underarter finns listade i Catalogue of Life.